# 羅東震安宮
24°40′25″N 121°46′14″E / 24.673576°N 121.770427°E
羅東震安宮，是位於臺灣宜蘭縣羅東鎮仁和里的媽祖廟。

## 歷史沿革

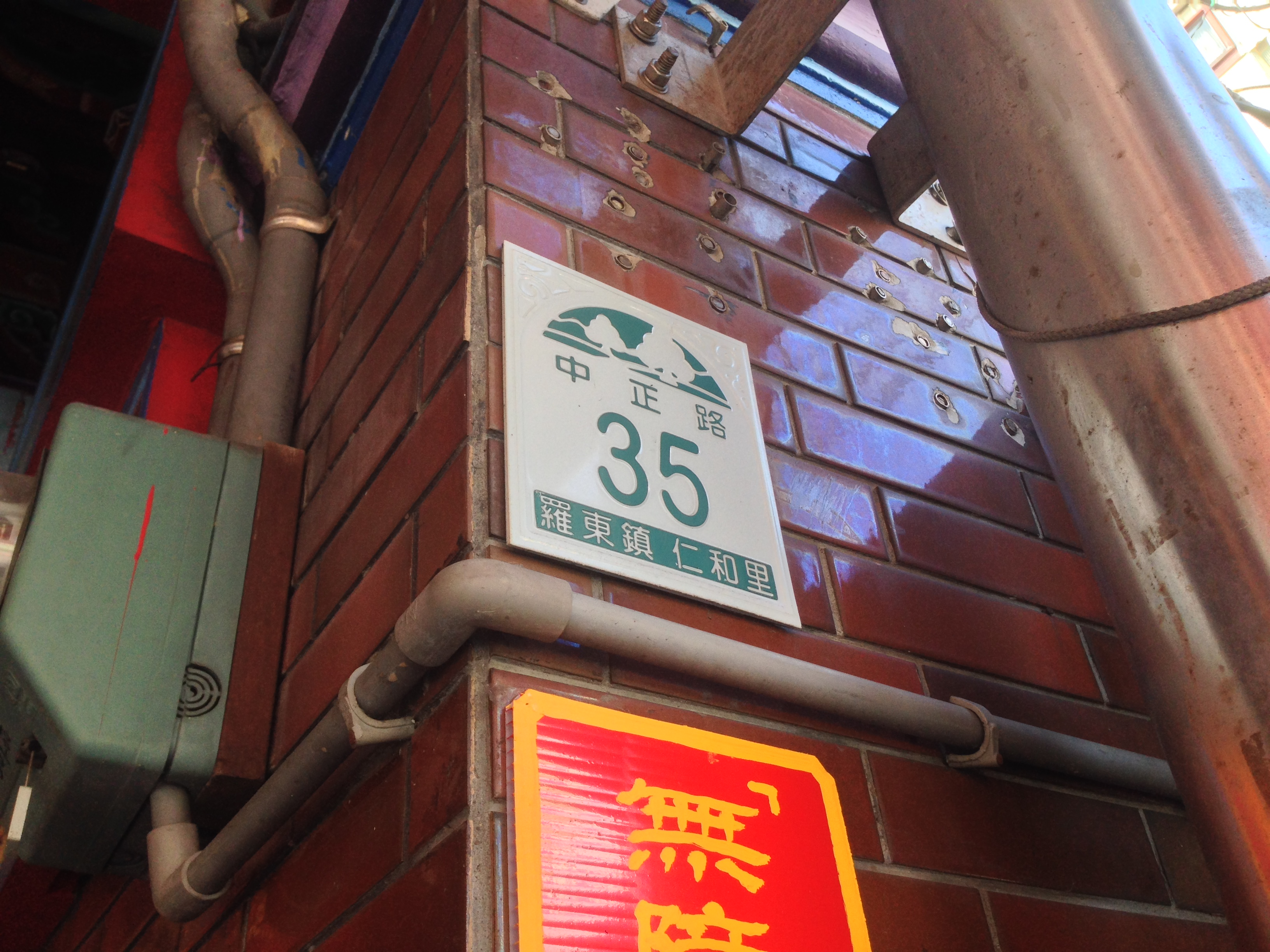
門牌為仁和里中正路35號。

嘉慶年間，漳州人驅逐中臺灣來的平埔族，勢力匯集於羅東，以今羅東震安宮附近一帶進行開拓，涵蓋今日的義和里、羅東里和居仁里。依廟方沿革記載，當時有一位行腳僧，自湄洲媽祖祖廟攜帶一尊神像，從加禮宛港輾轉來到羅東，定募緣金，於道光十七年（1837年）創建此廟，為羅東最早的媽祖廟。
同治六年（1867年），廟身遭颱風所毀，由五結黃永在發起重建，東勢居民募集緣金4000元，重建成為三殿廟構，先後由振樂法師、省勤法師擔任住持。光緒十八年（1892年），廟宇傾頹，由羅東街陳謙遜與十六分張能旺主倡，以東勢土地甲數分攤，募資15000元築成兩殿廟構。光緒二十年（1894年），廟宇焚毀。1904年，五結庄黃禮炎倡首重建，東勢居民募集4600元，建築為一殿。
戰後初期，羅東震安宮、羅東城隍廟、羅東奠安宮因信徒管理不理想，經羅東鎮長吳木枝奔走，成立管理委員會。1979年，羅東鎮長陳圳鄉與廟方管理人吳木枝等贊同重建，並改建後殿，至1982年修建完成。

## 廟方資產
廟身面寬3間、深3進，第1進為三川殿、深11架，與2進皆僅高1層。其雕花與羅東城隍廟、羅東奠安宮一樣有黃旺土的作品。第2進為主祀媽祖的正殿，深15架。第3進為祭祀觀音的後殿，深13架，樓高2層。後殿水車堵上有8尊穿西裝的洋人泥塑。正殿和後殿二樓三官殿神龕邊的花堵文物，已在1994年5月8日晚到9日清晨間遭竊。
廟方的鎮殿媽祖神像高6尺2寸7，為軟身神像，神韻與湄洲祖廟原來的鎮殿媽祖類似。祖廟的鎮殿神像在文革被毀，後來重修時，就特別以羅東震安宮的鎮殿媽祖神像為藍本。

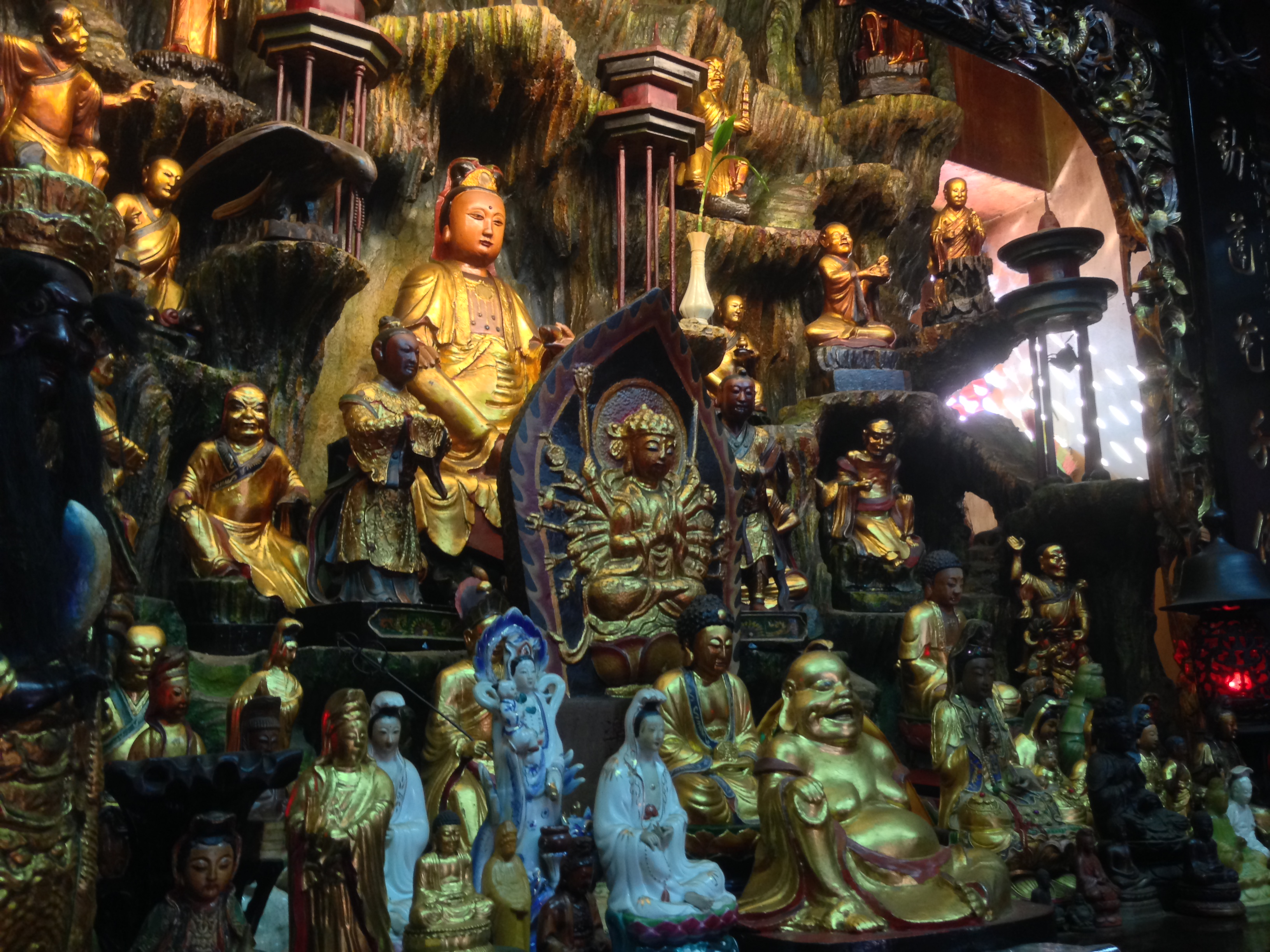
震安宮與羅東善法寺等皆有原宜蘭西國三十三所靈場的觀音石像。

1965年7月25日，廟方考慮到廟產若登記為鎮公所代管，產權較不因人事異動而改變，且不易挪為私用，土地租金收取也較難被拖延，遂決定將廟產捐給鎮公所。次年6月1日，信徒大會通過後，兼任羅東震安宮、羅東城隍廟、羅東奠安宮主任委員的吳木枝，將這三廟廟產捐贈給鎮公所。1999年1月，羅東震安宮管理委員會告知羅東鎮公所，希望公所能歸還屬於廟方的羅東鎮東光段77地號等9筆土地，面積共1490平方公尺。2004年9月7日鎮代會上，時任鎮長的林聰賢，決定將廟產歸還。

## 祭祀活動
廟方管委會表示，此廟是羅東、五結、冬山、三星等四個鄉鎮的主母廟。農曆三月二十三日，媽祖聖誕時，廟方會出巡此四鄉鎮。
吳木枝一度考慮將羅東震安宮、羅東城隍廟、羅東奠安宮合一，來推動宗教文化觀光，但未成功。